# Ірена Бауман

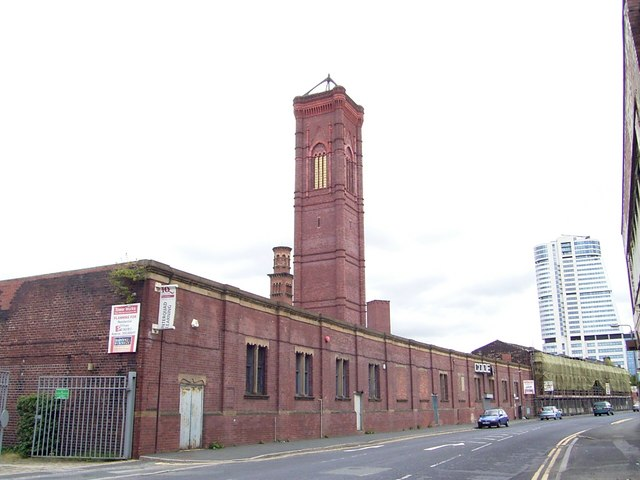
Баштові роботи в Гольбеку

Ірена Бауман (нар. 1955) — архітектор, співзасновник і директор Bauman Lyons Architects. Вона заснувала цю фірму разом з Морісом Лайонсом у 1992 році. Бауман є професором сталого урбанізму у Школі архітектури Шеффілдського університету, а також є зовнішнім екзаменатором в Уельській школі архітектури та Манчестерській школі архітектури. Бауман обіймає кілька посад, таких як голова регіональної комісії з огляду дизайну, голова Yorkshire Design Review, патрон групи міського дизайну, а також вона є членом Королівського товариства мистецтв. З 2002 по 2009 рік вона також була уповноваженим Комісії з питань архітектури та антропогенного середовища Великобританії.

## Життя і навчання
Ірена Бауман народилася у Варшаві в 1955 році. Вона є донькою Зигмунта Баумана, польського соціолога та філософа. Бауман переїхала з Ізраїлю до Лідса в 1972 році, коли їй було 15 років. У 1981 році вона здобула ступінь бакалавра архітектури в Ліверпульському університеті.

## Кар'єра
Роботи Бауман: проект медіацентру Хаддерсфілд і баштові роботи в Холбеку, Лідс, Західний Йоркшир, поруч із каналом Лідс і Ліверпуль; проект вартістю 48 мільйонів фунтів стерлінгів реконструкції колишньої фабрики, відомої своїми трьома вежами, включеними до списку. Вона вважає за краще працювати на місцевому рівні як частина мети своєї практики «максимізувати продуктивність та глибше зрозуміти місце.» Вона сказала, що її фірма не буде їздити на роботу далі, ніж за 70 миль, тому що їй подобається знайомитися з «політикою і культурою» місць, де вона працює. Фірма також значною мірою створює свою власну роботу, а не просто бере комісійні.
Бауман сказала, що вона «[вважає] стійкість [таких як зміна клімату, безробіття та насильство] є однією з ключових проблем 21-го століття», і що архітектори відіграють певну роль у створенні стійкості місць, у яких вони працюють. Мета її фірми — думати про соціальну справедливість і сталість з точки зору архітектури.
Вона допомогла координувати міжнародну конференцію під назвою «Архітектура та стійкість у людському масштабі», яка відбулася в Шеффілдській школі архітектури у вересні 2015 року.

## Нагороди
У 2000 році вона отримала нагороду Королівського інституту британських архітекторів за свою роботу на південній набережній Брідлінгтона.

## Письменство
У центрі уваги її книги «Як бути щасливим архітектором» — цінність архітектури в суспільстві та етика, що стоїть за архітектурою. Бауман заявила: «Як архітектори, ми маємо вибір, як працювати, і є етичний вибір, який ми можемо зробити як професіонали, так і як окремі особи. Я хочу навчати студентів архітектурі та міському дизайну, які ґрунтуються на системі цінностей, завдяки якій варто щоранку вставати з ліжка».
Вона також писала колонки для журналу Building Design, де обговорювала етику, що стоїть за архітектурою.
Крім того, вона зібрала тематичні дослідження для Королівського інституту британських архітекторів на тему «Модернізація мікрорайонів майбутнього» під назвою «Модернізація мікрорайонів — проектування для стійкості».

## Публікації
- How to be a Happy Architect Black Dog Publishing (1 липня 2008) ISBN 978-1904772781
- Retrofitting Neighbourhoods –Designing for Resilience (потенційно все ще незавершена робота)[20]

## Нагороди
- Нагорода Королівського інституту британських архітекторів за її роботу над південною набережною Брідлінгтона (2000)